# Guthu
Guthu (en népalais : गुठु) est un comité de développement villageois du Népal situé dans le district de Surkhet. Au recensement de 2011, il comptait 7 640 habitants.